# Dichocera orientalis
Dichocera orientalis là một loài ruồi trong họ Tachinidae.